# Gornje Godance
Godanc i Epërm en albanais une localité du Kosovo située dans la commune/municipalité de Shtime, district de Ferizaj/Uroševac (Kosovo). Selon le recensement kosovar de 2011, elle compte 1 304 habitants, tous albanais.

## Démographie

### Évolution historique de la population dans la localité
| 1948 | 1953 | 1961 | 1971 | 1981 | 1991 | 2011  |
| ---- | ---- | ---- | ---- | ---- | ---- | ----- |
| 349  | 392  | 457  | 620  | 824  | 994  | 1 304 |

|  |